# Lu Hang
Lu Hang, né à Beijing le 15 mai 1987, est un artiste-peintre chinois. Il vit et travaille entre Paris et Beijing.

## Biographie
LU Hang pratique principalement la peinture à l'huile et également le collage. Il a étudié les beaux-arts à l’École des Beaux-Arts du Sichuan entre 2006 et 2010.  Il a obtenu le diplôme (DNSEP) à l’École Nationale Supérieure d’Art de Bourges en 2016 et a continué ses études à l’Université Paris 1 Panthéon-Sorbonne.
Il a exposé dans plusieurs structures telles que le Musée Blue Roof à Chengdu（2017), la Galerie CROUS（2019）et la Galerie Paris Horizon（2020）à Paris. Il est lauréat du Prix Jeunesse ICART Artistik Rezo en 2021. Ses articles ont été publiés sur People’s Daily Overseas Edition（2011）et Humanities, arts and society (HAS) magazine（2020).

## Avis critiques
« LU Hang exprime l’art par le biais de la décomposition, la déformation et la restructuration des faits historiques. En contraste avec ces scènes et personnages froids et sévères, l'artiste a utilisé des couleurs extrêmement vives et colorées. Il redonne vie aux protagonistes et réanime nos souvenirs. Il attire l’œil du spectateur tout en le repoussant dans un certain effet absurde et surréaliste. LU Hang pratique principalement la peinture à l’huile et également le collage et la vidéo. Ses œuvres impliquent les questions de la restructuration des mémoires collectives ainsi que le corps et l’identité dans les contextes politiques. »

— GAO Fengfeng（critique d'art, commissaire d'exposition)